# Rakuten パ・リーグSpecial
Rakuten パ・リーグSpecial（ラクテンパリーグスペシャル）とは、Rakuten TVが運営するプロ野球パ・リーグ戦の定額見放題サービスである。

## 概要
インターネット上で動画配信サービスを展開するRakuten TVが運営するサービスの名称であり、2018年からサービス提供を開始。パ・リーグの試合をLIVE配信・VODでの見逃し配信を行っている。試合そのものの中継だけでなく、ヒーローインタビューやダイジェスト動画なども配信している。定額見放題の形式で展開しているが、一部無料で視聴可能なコンテンツも存在する。
2023年4月からは、楽天モバイル契約者を対象に、追加料金不要で「Rakuten パ・リーグSpecial」を視聴できるサービスを提供している。

## 配信対象の試合
- パ・リーグ主催の一軍公式戦
- パ・リーグ主催の交流戦
- パ・リーグ主催のクライマックスシリーズ
- 一部のオープン戦（パ・リーグ主催かつ本拠地での試合のみ）
- 一部のキャンプ

セ・リーグの試合は視聴不可で、同様にオールスターや日本シリーズも視聴は出来ない。

## 料金体系
月々支払いの月額プランと、年間支払の年額プランが存在する。年額契約の場合、クレジットカード払いに対応している。
- 月額プラン：639円/月（税別）
- 年額プラン：5,093円/年（税別）